# Leonard Leisching
Leonard John „Len” Leisching (ur. 11 września 1934 w Johannesburgu, zm. 25 lutego 2018) – południowoafrykański bokser, dwukrotny uczestnik letnich igrzysk olimpijskich (Helsinki 1952, Melbourne 1956), brązowy medalista olimpijski z 1952 r. w kategorii piórkowej (do 57 kg).

## Sukcesy sportowe
| Rok  | Miasto    | Zawody                                                 | Kategoria | Wynik         |
| ---- | --------- | ------------------------------------------------------ | --------- | ------------- |
| 1952 | Helsinki  | letnie igrzyska olimpijskie                            | piórkowa  | brązowy medal |
| 1954 | Vancouver | igrzyska Imperium Brytyjskiego i Wspólnoty Brytyjskiej | piórkowa  | złoty medal   |